# Port-Gentil
Port-Gentil è la seconda città più popolosa del Gabon nonché il capoluogo della provincia di Ogooué-Maritime.

## Geografia fisica
Affacciata sul Golfo di Guinea la città si trova circa 80 km a sud dell'Equatore e poco distante da Capo Lopez (il punto più occidentale del paese) sul lato orientale di un'isola nel delta del fiume Ogooué.

## Storia
La città fu fondata nel 1885 quando, nei pressi di un villaggio chiamato Mandji-Oroungou, fu costituita una sede commerciale francese.

## Economia
Port-Gentil è il principale porto del paese nonché un importante centro per l'industria petrolifera (vi si trova una grande raffineria) e per l'esportazione del legname. Tra i prodotti esportati vi sono anche il pesce, il cacao e i prodotti provenienti dall'interno del paese.
In città si trovano alcune industrie conserviere per la lavorazione del pesce.